# St. Michael (Aachen-Burtscheid)

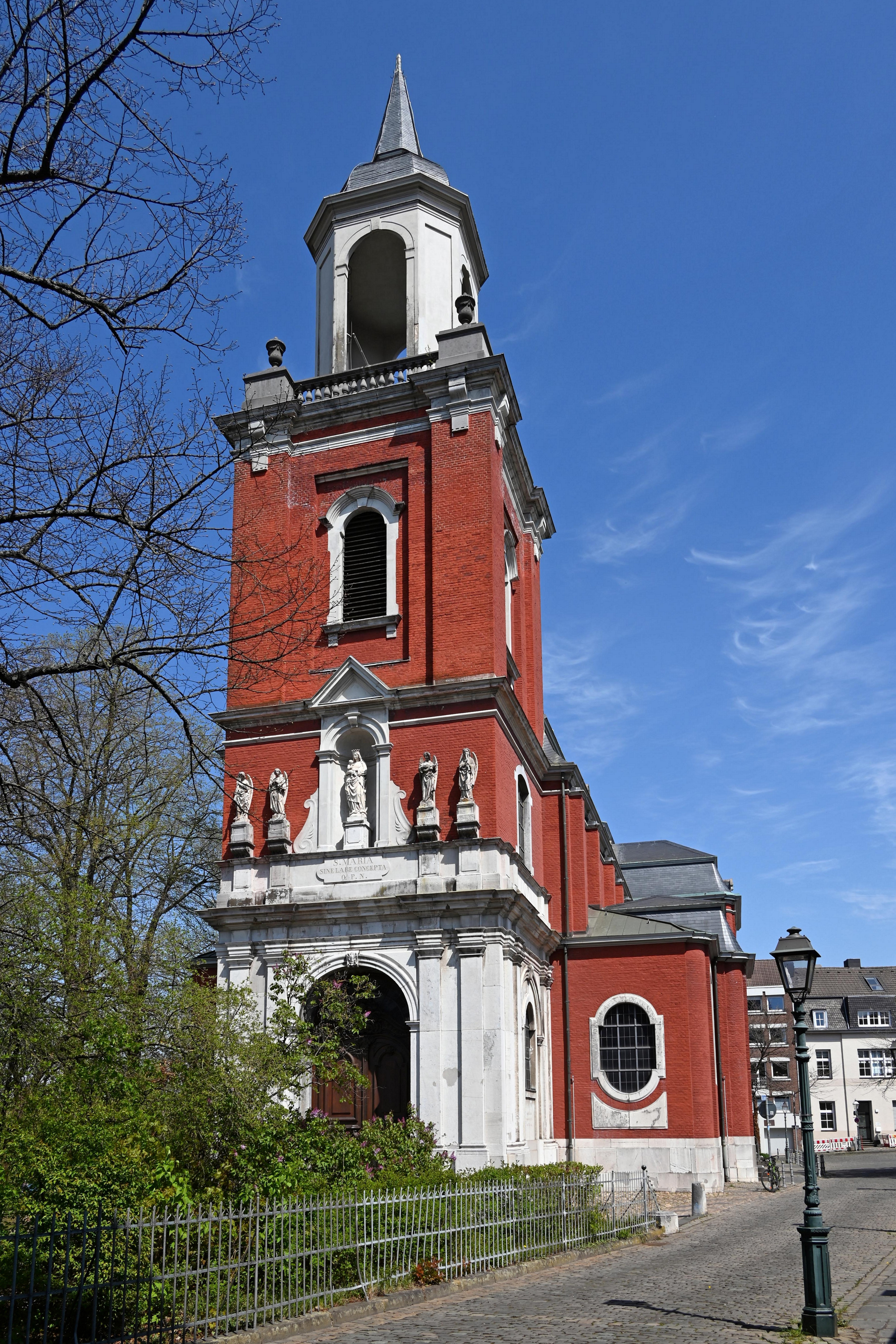
Kirche St. Michael

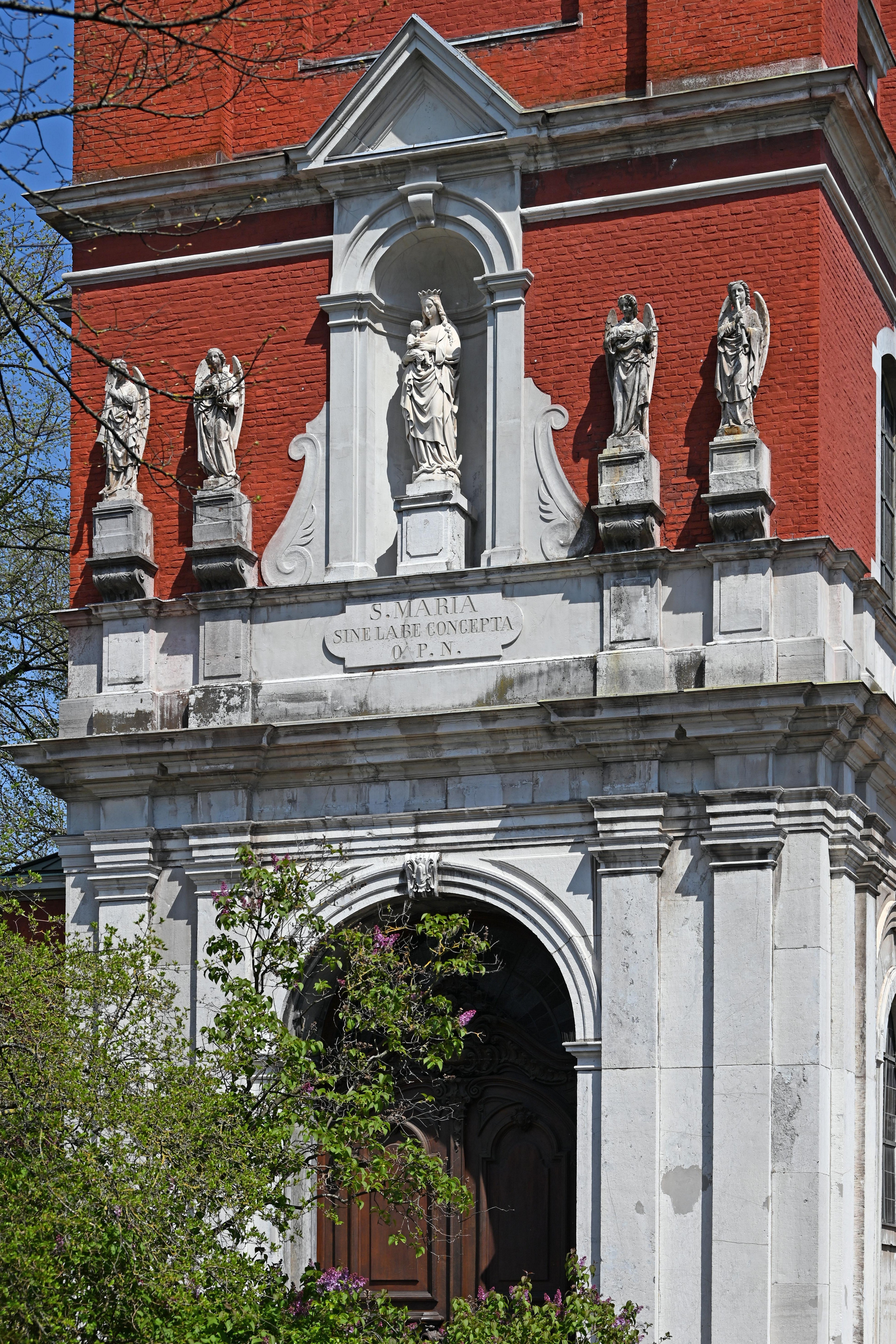
Tür im Turm mit Marienstatue

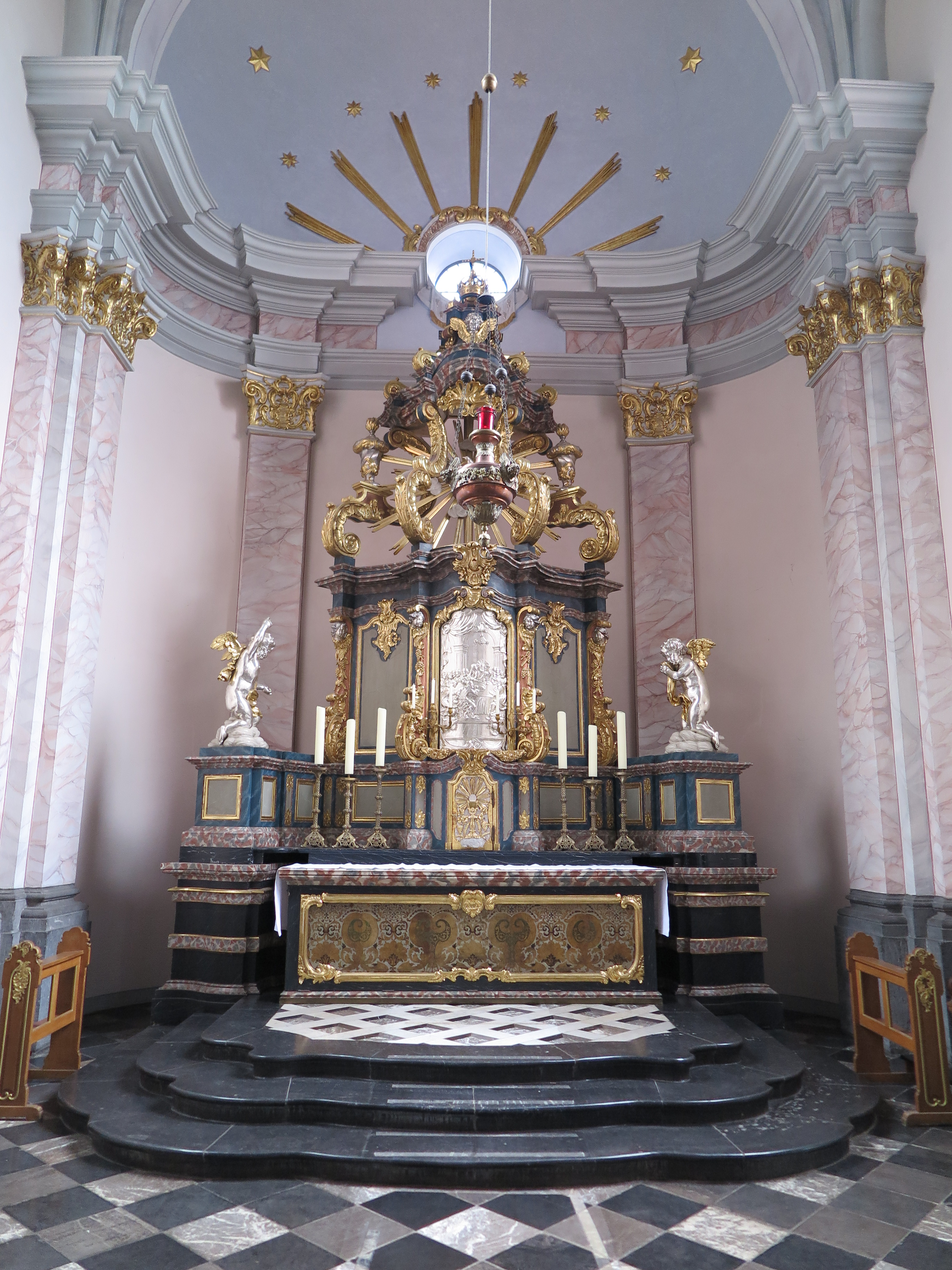
Hochaltar

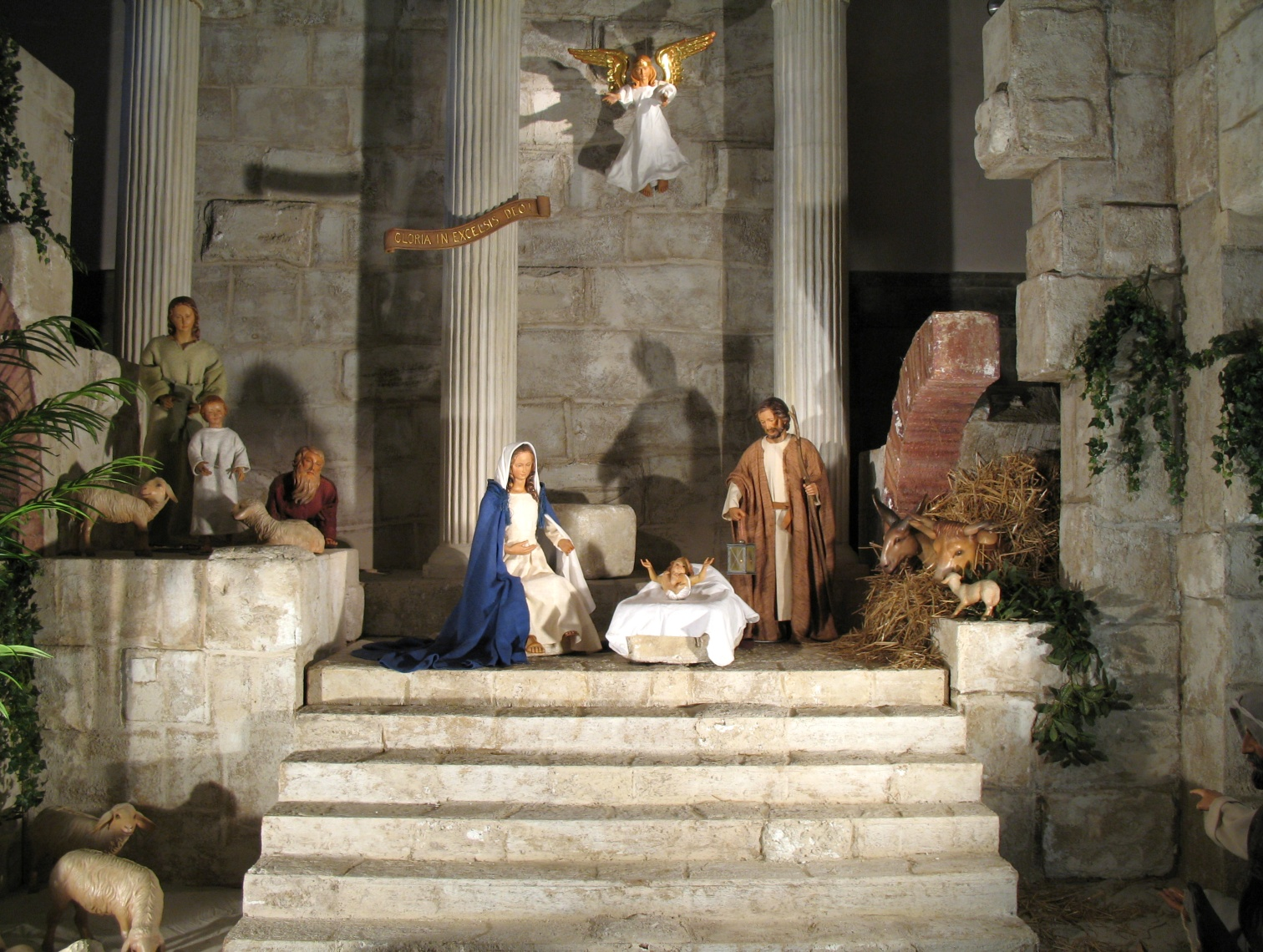
Krippe in St. Michael im Jahr 2007

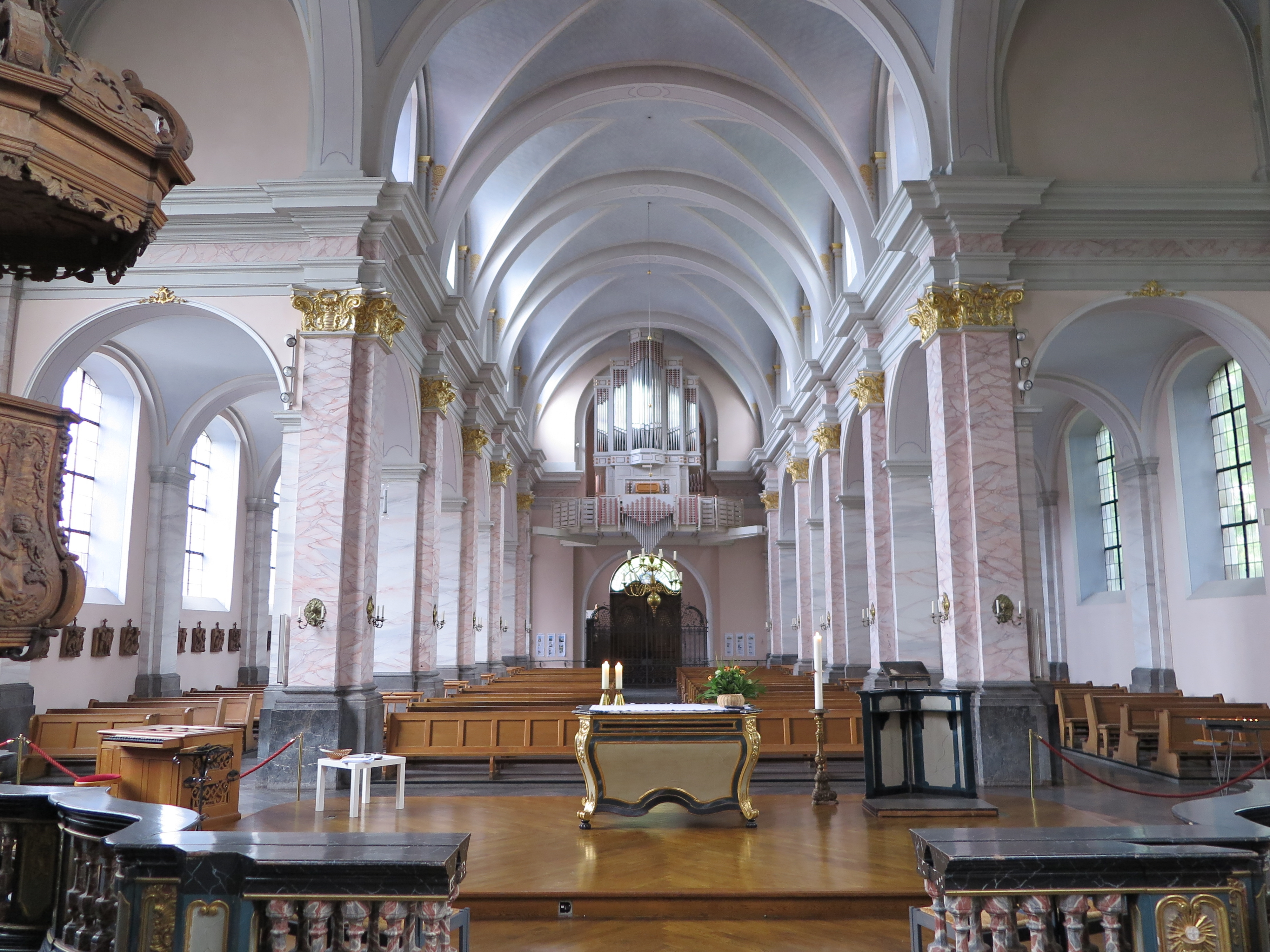
Kirchenschiff

Die katholische Pfarrkirche St. Michael in Burtscheid (heute Aachen-Burtscheid) war die ehemalige „Leutkirche“ der Reichsabtei Burtscheid. Sie wurde im Jahr 1252 erstmals urkundlich erwähnt.

## Baugeschichte
Der Bau einer dreischiffigen romanischen Kirche mit vier Jochen und massivem Westturm erfolgte zwischen 1215 und 1230. Die Kirche maß etwa 28,70 m in der Länge und etwa 14,35 m in der Breite. Im Jahr 1252 erfolgte die Inkorporierung der Pfarrkirche St. Michael durch den Kölner Erzbischof Konrad von Hochstaden in die Reichsabtei Burtscheid als Ausgleich für erlittene Kriegsschäden. Gegen 1352 wurde die romanische Kirche um einen gotischen Chor erweitert. Im Jahre 1504 erhielt die Kirche zwei Glocken, die Michaelglocke und die Sebastianglocke, hergestellt von dem Glockenbaumeister Peter I. von Trier. Beide Glocken wurde 1942 im Rahmen der Metallabgabe abgeliefert, jedoch nicht eingeschmolzen, sondern 1956 wieder aufgehängt. Im Jahre 1625 wurde die baufällige romanisch-gotische Kirche durch Austausch der Langhauspfeiler und des Dachstuhles erneuert.

### Der Couven-Bau
Der nächste Neubau wurde Mitte des 18. Jahrhunderts erforderlich und nach den Plänen von Johann Joseph Couven (1751) als barocke dreischiffige Pfeilerbasilika durch die Gebrüder Franz und Paul Klausener fertiggestellt. Die an der Kirche verwendeten Hausteine stammen aus dem der Reichsabtei Burtscheid gehörenden Steinbruch. Die Kirche erhielt je eine Sakristei zu beiden Seiten des Chores, aus denen man durch zwei hinter dem Hochaltar angebrachte Türen zum Chor gelangte.
Zeitgleich mit St. Johann in Burtscheid entstand am Rand des Abhangs vom Michaelsberg die Pfarrkirche St. Michael. 1748 wurde das baufällige Bauwerk bis auf den Turm abgetragen und Couven entwarf einen Neubau. Die Wahl fiel auf einen vereinfachten Vorschlag. „Couvens Entwurf basiert auf dem Grundschema der Pfeilerbasilika der Hochrenaissance in ihrer barocken Ausformung.“ Die Pariser Pfarrkirchen St. Roch und St. Sulpice, die Genter St. Pieter, die Mechelener Beguinage, in Lüttich die Jesuitenkirche hat Couven vermutlich als Vorbild verwendet. Die Bauwerke verdeutlichen Tradition und zeitgenössische Auffassung. Der Bau ist vom Gesamteindruck schlichter als St. Johann. Das Langhaus besteht aus vier Jochen über rechteckigem Grundriss mit gedrückten Kreuzgewölben. Die Seitenschiffe haben flache Kuppelgewölbe. Die Vierung wird von einer Flachkuppel überwölbt, die Querschiffe sind kreuzgewölbten und schwingen in Rundapsiden aus. Der Chor ist nur schwach hervorgehoben.
Da der Entwurf und die Ausführung der Pfarrkirche St. Michael in Burtscheid von Johann Joseph Couven für die Pfarrei zu kostspielig war, wurde die Ausführung des Entwurfs mit teilweise vereinfachenden Abänderungen dem Maurer- und Zimmermeister Paul und Franz Klausener übergeben. Der Bau der Kirche war 1751 fertig.
Die vereinfachte Ausführung betraf die Westseite von St. Michael B. Der „Anschluß des alten Turmes an die neue Kirche wurde vereinfacht; an Stelle der projektierten hoch aufsteigenden Attika mit Giebel und schwungvollen Seitenvoluten errichtete man mit großer Anspruchslosigkeit eine einfache mit Dachziegeln abgedeckte Eingangshalle. Diese unschöne Änderung des ursprünglichen Planes ging auf Kosten des ganzen Architekturbildes. Der schlichte Portalbau blieb etwa hundert Jahre bestehen; denn um 1860 wurde er durch eine im (...) (neobarocken) Stile ausgeführte Eingangshalle ersetzt.“ 1891 wurde auch diese Baumaßnahme abgerissen und durch einen Erweiterungsbau mit neuem Turm erneuert.
„Das Äußere ist ein putzfreier Backsteinbau, dessen Gesimse und Rahmenwerk sich durch ihren hellen graublauen Kalkstein deutlich aus den Flächen herausheben (...) An dem Langhaus sind die architektonischen Einzelheiten auf ein ganz geringes Maß beschränkt. Über einem glatten Blendsteinsockel werden die ruhigen Mauerflächen der Seitenschiffe von einfachen Stichbogenfenstern und die des Querschiffes sowie des Chores von rundbogigen Keilsteinfenstern durchbrochen. Dazwischen steigen aus den bleigedeckten Pultdächern als Fortsetzung der Mittelschiffpfeiler schmucklose Streben empor; abgedeckt mit schrägen Volutensteinen, deren unteres Profil sich als Mauergesims weiter fortsetzt. Das nur wenig über das Langhaus hervortretende Querschiff ist nach Couvenscher Art an den Ecken abgerundet. In den ausgesparten Mauerblenden sitzen hohe Rundbogenfenster; darunter auf der Südseite ein schlichtes Portal mit vorgelagerten Stufen. Auch am Chor sind die Mauern durch 12 cm tiefe Blenden und mit Rundbogenfenstern gegliedert. Die Schrägseiten sind völlig geschlossen; das Ovalfenster der Ostseite ist nach Innen vermauert. Die alte Sakristei und die Nebenräume lagen ursprünglich in dem von Chor und Querschiff gebildeten Winkel. Die neue Sakristei aus dem J. 1891 ist dem Chor angeschoben.
Das ganze Äußere ist also an Stelle der Ordnung durch eine Lisenenrahmung in trockenster Form gegliedert. Ein kräftiges Dachgesims umzieht den ganzen Bau. Darüber sind Langhaus und Chor mit einem beschieferten Mansarddach eingedeckt. Auf dem Chorfirst ein offenes viereckiges Glockentürmchen mit beschieferter Zwiebelhaube. Sein Turmknopf trägt die Figur des h. Michael. Gegenüber dem einfachen Langhausdache tritt die gut gelöste Dachform des Querschiffes umso mehr in die Erscheinung. Das im Viereck angelegte Querschiff geht nämlich in der Mitte durch Abschrägung der Ecken bis zur Höhe des Firstes in ein ungleichseitiges Achteck über. Alsdann leiten die eingebogenen Flächen wieder zum Viereck über. Als Abschluss trägt ein Sockel mit umgekehrten Voluten (einem manieristischen Detail), eine Urne.
Fünf Pfeilerpaare teilen das Laghaus in ein Mittelschiff mit zwei Seitenschiffen (...) An den Pfeilern des Mittelschiffes nehmen auf hohem Sockel Pilastervorlagen mit vergoldeten Kapitälen das reich gegliederte und oberhalb der Pfeiler durch Verkröpfungen unterbrochene Gesims auf. Darüber setzen die fünf breiten Quergurte der Gewölbe an. Neben diesen Gewölbeansätzen des erhöhten Mittelschiffes steigen über dem Gesims schmale Eckpfeiler als Träger der im Korbbogen gedückten Schildbögen empor. Dazwischen schneiden die Stichkappen tief in die Tonnengewölbe ein. In etwa Dreiviertelhöhe der Mittelschiffpfeiler nehmen angearbeitete Pilaster die breiten Gurt- und Scheidebögen der Seitenschiffe auf. Zwischen diesen Bögen sind die einzelnen Joche der Seitenschiffe durch Hängekuppeln eingewölbt. Die Fensterwandungen sind nach Innen etwas abgeschrägt und nach unten stark abfallend. Zwischen den hochgespannten Vierungsbögen leiten Pendentifs zu dem schweren runden Kuppelgesims. Darüber wölbt sich die Rundkuppel in stuckierter Holzverschalung. An den Kuppelraum setzen beiderseits schmal gespannte Tonnen mit Stichkappen an. Hohe Querschiffenster unterbrechen an der Nord- und Südmauer die aus dem Langhause hinübergeleitete Gesimsflucht. Der nur um eine Stufe erhöhte Chor besteht aus einem Kreuzgewölbe mit Ansatz einer Teilkuppel für den Altarraum. Die Wände sind dem Langhause entsprechend in Pilasterarchitektur aufgeteilt; dazwischen die beiden Seitenfenster.“ Den Hochaltar schuf J. J. Couven.

### 19. Jahrhundert
Am 1. März 1804 wurde St. Michael zur Kantonalpfarrei erhoben und damit Hauptpfarre. Die Pfarrer trugen nunmehr den Titel Oberpfarrer. 1861–1862 brach man die scheunenartige Vorhalle ab und schuf einen neobarocken Vorbau mit reich geschmücktem Portal und zweiflügeliger neobarocker Tür. Bekrönt wurde der Vorbau, der an einen antik-römischen Triumphbogen erinnert und den Oberpfarrer Sartorius zur Erinnerung an die Verkündigung des Dogmas von der Unbefleckten Empfängnis Mariens errichten ließ, mit den Skulpturen des Aachener Bildhauers Gottfried Götting an der Außenfront der Kirche, die Maria mit dem Kind und vier Engel darstellend. Die neobarocke Marienfigur ist erhalten, die vier neogotischen Engel stammen von dem Turm der Marienkirche in Aachen.
1872 begann der Kirchenmaler Michael Welter aus Köln mit der Ausmalung der bis dahin weiß gekälkten Kirchenwände im Innern. Eine Erweiterung des Kirchenbaus erfolgte in den Jahren von 1891 bis 1900 nach den Plänen des Aachener Architekten Peter Friedrich Peters. Der mittelalterliche Turm wurde bis auf die Fundamente abgebrochen und die Kirche um zwei Joche nach Westen erweitert. Ein neuer Turm im Sinne des Historismus veränderte die ursprüngliche Couven’sche Konzeption erheblich. Das beim Abbruch gesicherte Portal von 1862 wurde in den neuen Turm integriert. Am 21. Juli 1900 war die feierliche Konsekration durch den Kölner Erzbischof Hubert Theophil Simar. 1901 wurde die Sakristei durch einen rund um den Chor geführten Bau mit Mansarddach erweitert.

### Zweiter Weltkrieg
Der Zweite Weltkrieg brachte schwere Schäden für den Kirchenbau mit sich. Bei einem Bombenangriff in der Nacht zum 6. Oktober 1942 wurde die Kirche durch eine Luftmine an Fenstern und Dach schwer beschädigt. Am 14. Juli 1943 brannte bei einem weiteren Luftangriff britischer Bomber das Dach, die Holzkuppel der Vierung und der Turmhelm ab, das einstürzende Dach zerschlug Teile des barocken Kreuzgewölbes im Langhaus. Bei dem schweren Bombenangriff am 11. April 1944 entstanden weitere schwere Schäden. Der größte Teil der barocken Inneneinrichtung verbrannte. Nach der notdürftigen Beseitigung der Kriegsschäden unter Leitung von Architekt Peter Salm konnte ab 13. November 1949 der Gottesdienst wieder in der Pfarrkirche gehalten werden.

### Wiederaufbau
Eine Luftmine hatte die Dachhaut teilweise und die Verglasung zerstört sowie Gewölberisse bewirkt. Der Luftangriff am Mittwoch, den 14. Juli 1943 brachte das Dach zum Einsturz, das Gewölbe des Langhauses wurde vernichtet. 1946 erstellte Architekt Döhring einen Schadensbefund. Der Bauausschuss übertrug die Restaurierungsmaßnahmen Peter Salm. Die Währungsreform am 20. Juni 1948 stagnierte das Vorhaben. Im Spätherbst 1949 war der erste Bauabschnitt beendet. Der Innenraum war entschuttet worden. Ein flach geneigtes Dach mit Pfannendeckung ersetzte die geschwungenen Mansarddächer mit Schieferdeckung und Subkonstruktion. Das Langhaus erhielt eine Zwischendecke als oberen Abschluss. Es erfolgte die Sicherung der Vierungskuppel, der Basis für die flache Kalotte. die Wiederherstellung der Seitenschiffgewölbe gehörten mit zu diesem ersten Abschnitt, den der Burtscheider Bauunternehmer August Baumanns ausführte. 1952 wurde der Innenraum entsprechend dem ursprünglichen Bild verputzt. Die Maßnahmen sahen vor, den Gesamteindruck der Kirche des 18. Jahrhunderts zu veranschaulichen.
Der unschöne Turmhelm wurde zu einem Wettbewerb ausgeschrieben.
1958 wurden die Gewölbe rekonstruiert und der provisorische Wiederaufbau vorläufig abgeschlossen. Die Erneuerung der Stuckprofile wurde weniger stark profiliert ausgeführt. Die erneuerten Stuckprofile gliedern jetzt wieder Chor, Vierung und Langhaus. 1960 wurde eine Warmwasserfußbodenheizung installiert. Im Februar 1964 erhielt die Kirche eine neue Bleiverglasung, die Stiftung eines hochherzigen Spenders. Die Brandschäden der Säulenbasen wurden behoben. Geschliffene Blausteinplatten von 30 × 30 cm bildeten den Fußboden anstatt der zweifarbigen Marmorplatten von 1898. St. Michael steht teils auf einem Friedhof, dies forderte kostspielige Fundamentierungsarbeiten.
Architekt Hans Küpper gestaltete den Altar und Chorbereich. Das aufgehende Mauerwerk wurde von Küppers ausgebessert.
1972 bis 73 wurde die offene Laterne mit geschweifter Haube als Turmabschluss aufgestellt. 1974 wurde der Aufbau des Turms vollendet, der mit einer von dem Bildhauer Bonifatius Stirnberg angefertigten Figur des hl. Michael als Wetterfahne gekrönt ist. Die Gesamthöhe des Turms beträgt 49 m, die gesamte Länge der Kirche 52 m, die Breite des Querhauses 21,50 m. 1979 bis 82 wurden die Couvenschen Mansarddächer und Kuppel rekonstruiert. Im Jahr 1985/86 wurde das Innere der Kirche unter Architekt Herbert Queck restauriert und 1986 brachte die barockisierende Innenausmalung die Wiederherstellung zum Abschluss.

### Denkmal
1974 wurde die Pfarrkirche St. Michael Burtscheid vom Landeskonservator Rheinland in die Denkmälerliste aufgenommen:
„Michaelsbergstr.
1748-1751 (J. J.Couven), 1891 Westjoch mit Turm (Peters) und Chorumgang, Wiederaufbau 1948-1958, 1973/74;
Pfeiler-Basilika mit Chor-Querhaus und Westturm, Backstein mit Blausteingliederung“

## Orgel

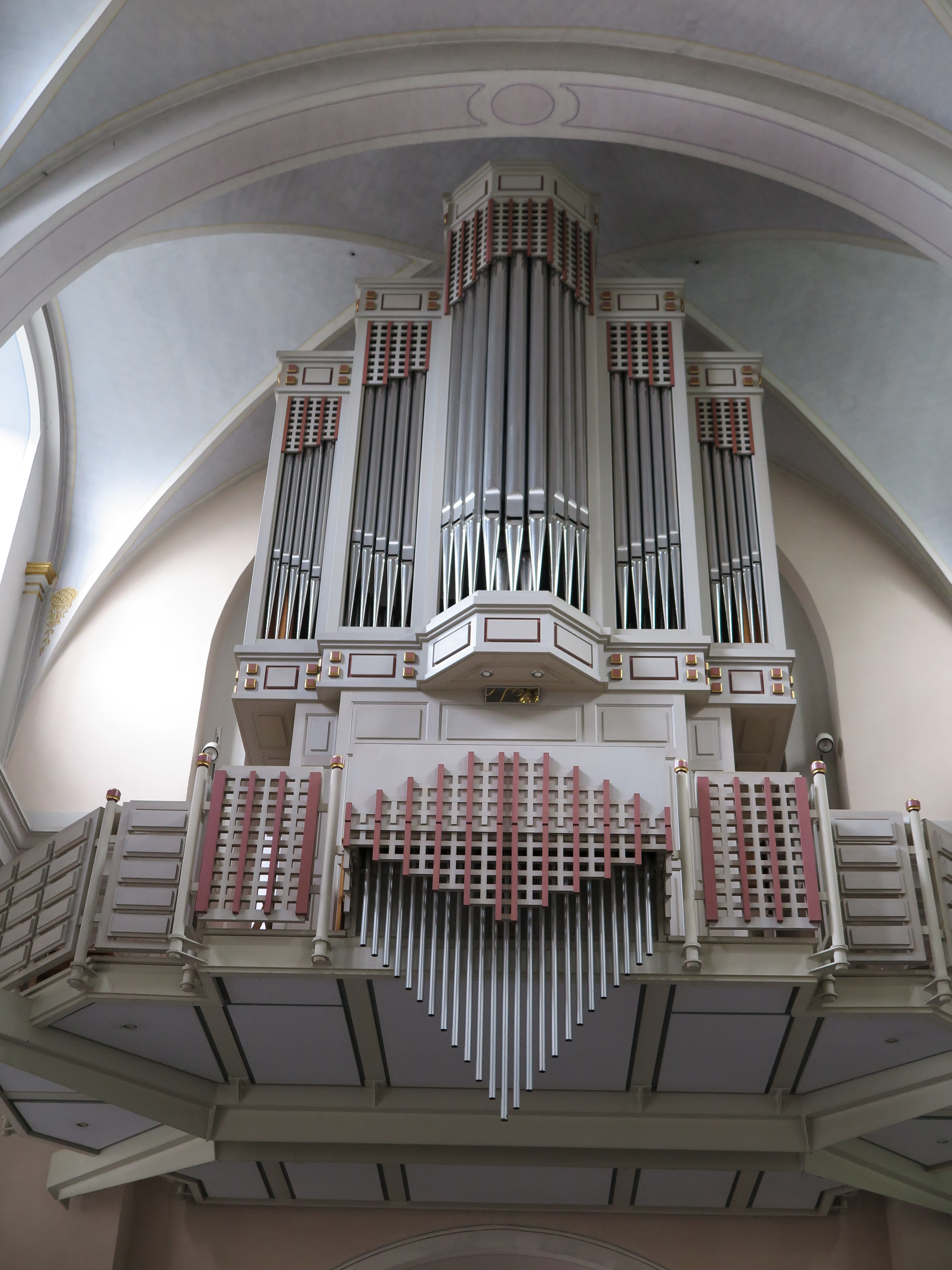
Orgelprospekt von St. Michael

Den Höhepunkt der Innenraumsanierung bildete die Anschaffung einer neuen Orgel auf einer eigens für die Orgel konstruierten Stahlbühne im Jahre 1999. Mit dem Bau dieses 38 Register großen, französisch-symphonischen Orgelwerkes wurde die Fa. Josef Weimbs Orgelbau aus Hellenthal in der Eifel betraut. Das Instrument hat 38 Register auf drei Manualen (Schleifladen) und Pedal (Kegelladen). Die Spiel- und Registertrakturen sind mechanisch.
| I Hauptwerk C–g3 |                |        |
| 1.               | Bourdon        | 16′    |
| 2.               | Principal      | 8′     |
| 3.               | Unda Maris     | 8′     |
| 4.               | Hohlflaut      | 8′     |
| 5.               | Viola di Gamba | 8′     |
| 6.               | Octav          | 4′     |
| 7.               | Flaut          | 4′     |
| 8.               | Quinte         | 3′     |
| 9.               | Superoctave    | 2′     |
| 10.              | Terz           | 1 3⁄5′ |
| 11.              | Mixtur IV      | 1 ⁄3′  |
| 12.              | Trompette      | 8′     |
|                  | Tremulant      |        |

| II Récit C–g3 |                      |     |
| 13.           | Bourdon              | 16′ |
| 14.           | Flûte harm.          | 8′  |
| 15.           | Bourdon              | 8′  |
| 16.           | Salicional           | 8′  |
| 17.           | Voix céleste (ab c0) | 8′  |
| 18.           | Flûte trav.          | 4′  |
| 19.           | Flageolet            | 2′  |
| 20.           | Fourniture V         | 2′  |
| 21.           | Basson               | 16′ |
| 22.           | Basson/Hautbois      | 8′  |
| 23.           | Trompette harm.      | 8′  |
| 24.           | Voix Humaine         | 8′  |
|               | Tremulant            |     |

| III Bombarde C–g3 |               |     |
| 25.               | Flûte ouverte | 8′  |
| 26.               | Flûte         | 4′  |
| 27.               | Cornet III-V  | 8′  |
| 28.               | Bombarde      | 16′ |
| 29.               | Trompette     | 8′  |
| 30.               | Clairon       | 4′  |
|                   | Tremulant     |     |

| Pedal C–f1 |              |     |
| 31.        | Contrebasse  | 16′ |
| 32.        | Soubasse     | 16′ |
| 33.        | Nazard       | 12′ |
| 34.        | Grosse Flûte | 8′  |
| 35.        | Bourdon      | 8′  |
| 36.        | Flûte Basse  | 4′  |
| 37.        | Tuba Majeur  | 16′ |
| 38.        | Trompette    | 8′  |

- Koppeln: II/I, III/I, III/II, I/P, II/P, III/P
- Nebenregister: Röhrenglockenspiel G–g1 (Hauptwerk)
- Spielhilfen: Appels: Hauptwerk, Zungen.

## Kirchliche Verwaltungsgliederung
St. Michael war seit der Pfarrgründung im ersten Drittel des 13. Jahrhunderts Pfarrkirche der gleichnamigen römisch-katholischen Pfarrei in Burtscheid. Nach der Eingemeindung Burtscheids zu Aachen im Jahr 1897 wurde die Pfarrei zur Unterscheidung von der seit 1804 bestehenden gleichnamigen Aachener Pfarrei an der ehemaligen Jesuitenkirche St. Michael in der Nähe des Aachener Doms St. Michael-Burtscheid genannt. Nach Plänen für einen Kirchenneubau in dem zum damaligen Pfarrgebiet von St. Michael gehörenden Neubaugebiet Gut Branderhof und dem letztendlich 1970 dort realisierten Bau des Gemeindezentrums St. Aposteln nannte sich die Gemeinde, die pfarrlich weiterhin eine Einheit bildete, St. Michael-Burtscheid und St. Aposteln. Am 23. August 1998 übernahm Heribert August, der bisherige Pfarrer an St. Michael-Burtscheid und St. Aposteln, zusätzlich die Pfarre an der Herz-Jesu-Kirche als Oberpfarrer im Verbund mit St. Michael und St. Aposteln. Mit Wirkung zum 1. Januar 2000 schlossen sich die Pfarrgemeinden endgültig zu einem Gemeindeverband zusammen. Zum 1. Januar 2010 kam es im Rahmen der seit 2008 umgesetzten Gemeindestrukturreform im Bistum Aachen zur Fusion der vier Burtscheider Pfarren St. Michael mit St. Aposteln, Herz Jesu, St. Gregorius und St. Johann-Baptist zur Katholischen Pfarrgemeinde St. Gregor von Burtscheid. Deren Hauptpfarrkirche ist weiterhin die Kirche St. Michael in Burtscheid.

## Persönlichkeiten
Von 1983 bis 2012 war Heribert August Pfarrer an St. Michael und organisierte von hier aus groß angelegte Hilfsprojekte für Bosnien.
Armin Laschet, der spätere Ministerpräsident von Nordrhein-Westfalen, stammt aus der Pfarre, in der er 1961 getauft wurde, bis 1977 Ministrant war und 1985 seine Frau Susanne heiratete. Laschet, der bis heute in Aachen-Burtscheid wohnt, engagierte sich während seiner Gymnasialzeit auch in der Jugendarbeit von St. Michael.